# Calais Racing Union Football Club
Il Calais Racing Union Football Club, noto semplicemente come Calais RUFC, è stata una squadra di calcio francese con sede a Calais.
La squadra raggiunse notorietà per l'impresa compiuta nel 2000, quando fu protagonista di una cavalcata che la portò a disputare la finale di Coppa di Francia, poi persa contro il Nantes.

## Storia
Nel 1902, dalla fusione dello Sporting Club e del Football club, nacque il Racing Club Calais, che adottò i colori nero e oro tanto che i suoi giocatori furono chiamati canarini. La squadra partecipò alle prime edizioni della Coppa di Francia, raggiungendo i sedicesimi di finale nelle edizioni 1923, 1924, 1925, 1926 e 1930, gli ottavi nell'edizione 1922 e addirittura i quarti nel 1921, dopo che nella stessa edizione aveva eliminato agli ottavi i detentori del trofeo, il C.A.S.G. Paris. Nel 1933 il Racing Club Calais raggiunse le serie professionistiche, abbandonate nel 1938 per problemi economici.
Tornato a disputare i campionati dilettantistici, raggiunse il CFA (quarta divisione francese) nel 1962, dopo aver vinto il raggruppamento settentrionale della Division d'Honneur. Nel 1965 sfiorò la promozione alla serie successiva, mancata a causa della differenza reti; l'anno successivo, il Racing Club Calais retrocesse nella Division d'Honneur, per poi tornare nel CFA nel 1969, sotto la guida del presidente Viniacourt e dell'allenatore Claude Plancque.
Nel 1974, infine, si ebbe la fusione del Racing Club Calais con l'US Calais (colori sociali giallo e rosso), che dettero vita al Calais Racing Union Football Club.

### Dal 1974 al 2000
Dal 1974 all'inizio degli anni '90, il Calais ebbe alterne vicende, passando più volte dalla Divisione d'Onore al CFA2 e viceversa; poi, nel 1991, la squadra si classificò al primo posto nel suo raggruppamento della Divisione d'onore, venendo dunque promossa nel CFA2, dove rimase fino al 1998, anno in cui vinse il gruppo A e fu promosso nel CFA. La stagione successiva vide il Calais classificarsi al 4º posto nel gruppo A del CFA, mentre nell'edizione seguente (1999/2000) ottenne il 7º posto.

#### 2000: la grande impresa in Coppa di Francia
In quello stesso anno (2000) il Calais fu protagonista di un'avventura incredibile. La Coppa di Francia è aperta a tutte le squadre, professioniste e dilettanti di ogni livello dopo essersi iscritte e aver superato delle gare eliminatorie.
Il Calais era formato da ragazzi che giocavano a calcio per hobby, mentre nella vita di tutti i giorni svolgevano altri mestieri (operai, impiegati, ingegneri, pescatori). Dopo aver superato i primi scontri, la squadra arrivò a disputare gli ottavi di finale contro il Cannes, compagine della Ligue 2 (la Serie B francese).
Incredibilmente, il Calais vinse ai tiri di rigore dopo aver pareggiato 1-1 e riuscì a raggiungere i quarti di finale, dove incontrò una formazione della massima serie, lo Strasburgo. Questi ultimi furono battuti per 2-1, ed ai giallorossi furono spalancate le porte della semifinale che li vedeva opposti al Bordeaux, campione di Francia in carica.
Dopo lo 0-0 maturato nei 90', si andò ai tempi supplementari. Nel primo tempo supplementare il Calais si portò in vantaggio, ma nel secondo tempo i girondini pareggiarono. Fu a questo punto che accadde l'inaspettabile: con due reti gli uomini del Calais sconfissero per 3-1 il Bordeaux. Al termine fu una festa grande, sia per i tifosi, ma soprattutto per la squadra. La festa fu in parte guastata dal malore (dovuto all'emozione) che colpì l'allenatore dei giallorossi, Ladislas Lozano. Per fortuna non si trattò di qualcosa di grave e l'allenatore si rimise in sesto in poco tempo.
Per il Calais si apriva così il grandioso palcoscenico dello Stade de France di Parigi, teatro della finale di Coppa di Francia, lo stesso stadio dove due anni prima si era giocata la finale dei mondiali del 1998. L'avversario era il Nantes, in lotta per non retrocedere in seconda divisione, ma autore dell'eliminazione dalla competizione dei Campioni di Francia del Monaco. Lozano si mostrò preoccupato per il fatto che alcuni suoi giocatori avevano trascorso le notti precedenti in discoteca, avevano partecipato a trasmissioni televisive o si erano fermati a firmare autografi. Egli riuscì comunque a far rientrare tutti i suoi giocatori nei ranghi e a preparare la squadra per l'incontro; era sicuro che i suoi ce l'avrebbero fatta, secondo lui sarebbe stata una partita con "tre o quattro goal, e non tutti nella stessa porta".
Si arrivò così al giorno della finalissima, il 7 maggio 2000. Il Calais, pur non abituato a giocare di fronte a un tal pubblico (quasi 80.000 persone contro le abituali 300) e a giocarsi una simile posta in palio, mostrò un buon gioco ordinato e passò addirittura in vantaggio al 34' del primo tempo con Dutitre e chiuse il primo tempo sul punteggio di 1-0. L'impresa era sempre più fattibile, ed era distante solo 45 minuti; anche Lozano ne era convinto, tanto da affermare "se riusciamo a non prendere gol nei primi 15 minuti potremmo anche farcela".
Ma poco dopo l'inizio del secondo tempo, al 49', Sibierski pareggiò per il Nantes. I giallorossi (stanchi anche per il lavoro svolto abitualmente nella vita privata, non essendo professionisti) contennero a fatica gli attacchi degli avversari, finché all'89' l'arbitro Michel Vautrot assegnò un rigore quantomeno dubbio al Nantes, per un fallo su Cavéglia trasformato da Sibierski.
La partita si chiuse sul punteggio di 2-1 per il Nantes, e al Calais non restava che l'onore di essere arrivati al secondo posto in una competizione così importante. Per premiare comunque, in qualche modo, l'impresa di questi giocatori, il capitano e portiere avversario Mickaël Landreau alzò al cielo la Coppa di Francia insieme al capitano del Calais, Reginald Becque.
Al loro ritorno a Calais, i giocatori e l'allenatore, artefici di questo miracolo calcistico, furono accolti nel Palazzo del Comune, e salutati calorosamente da una enorme folla di tifosi accorsa per vedere i propri paladini affacciarsi sulla piazza principale.
Nessuno di questi giocatori decise di passare a giocare da professionista, nonostante le numerose richieste; l'unico che era stato in procinto di farlo era Mickaël Gerard, il gioiellino della squadra, che però ci ha poi ripensato. L'unico ad avere una svolta per la carriera fu proprio l'allenatore Ladislas Lozano, che allenerà diverse squadre professionistiche nei paesi arabi (varie squadre in Qatar, ar-Rayyan in primis e in Nord Africa come il Wydad Casablanca) e in Francia (il Reims).

### Dal 2000 ai giorni nostri
Il Calais, nella stagione successiva (2000-2001) a quella della finale persa con il Nantes, raggiunse il secondo posto nel gruppo A del CFA, il che non gli consentì però di essere promosso alla serie successiva; invece, l'anno dopo (2002) fu addirittura retrocesso nel CFA2, essendo classificatosi al 20º posto. I giallorossi tornarono nel CFA l'anno successivo (stagione 2002/2003), e da allora vi sono rimasti fino al 2007.
Nel 2006 il Calais ha provato a riscrivere una pagina di storia come nella Coppa di Francia del 2000, cercando di raggiungere di nuovo la finale di Parigi. Dopo aver eliminato squadre come il Troyes (Ligue 1) e il Brest (Ligue 2), ha raggiunto i quarti di finale dove (per ironia del destino) incontrò di nuovo il Nantes. La partita è stata equilibrata, e il Calais ha retto bene, ma all'88º minuto Da Rocha ha segnato il goal partita per la squadra della Loira, che si mostra quindi bestia nera per la squadra della Manica.
Nella stagione 2006-2007 la squadra si è classificata al primo posto del gruppo A del CFA francese, guadagnandosi così la promozione in Championnat National. Alla fine della stagione 2008-2009, per motivi amministrativi, la squadra è relegata dal Championnat National (terza divisione) al Championnat de France amateur 2 (quinta divisione).

## Palmarès

### Competizioni nazionali
- Championnat de France amateur: 1

2006-2007
- Championnat de France amateur 2: 5

1987-1988, 1997-1998, 2002-2003, 2009-2010, 2010-2011

### Altri piazzamenti
- Coppa di Francia:

Finalista: 1999-2000